# Церковь Святой Преподобной Великомученицы Евдокии (Казань)
Церковь Святой Преподобной Великомученицы Евдокии (Евдокиинская церковь, храм преподобномученицы Евдокии Илиопольской, храм в честь Нерукотворенного Образа Спасителя, тат. Изге Исуска охшаш бөек газапчигәр Әүдәки чиркәве) — приходской храм I Казанского благочиния Казанской епархии Русской православной церкви, расположенный в Казани.

## История

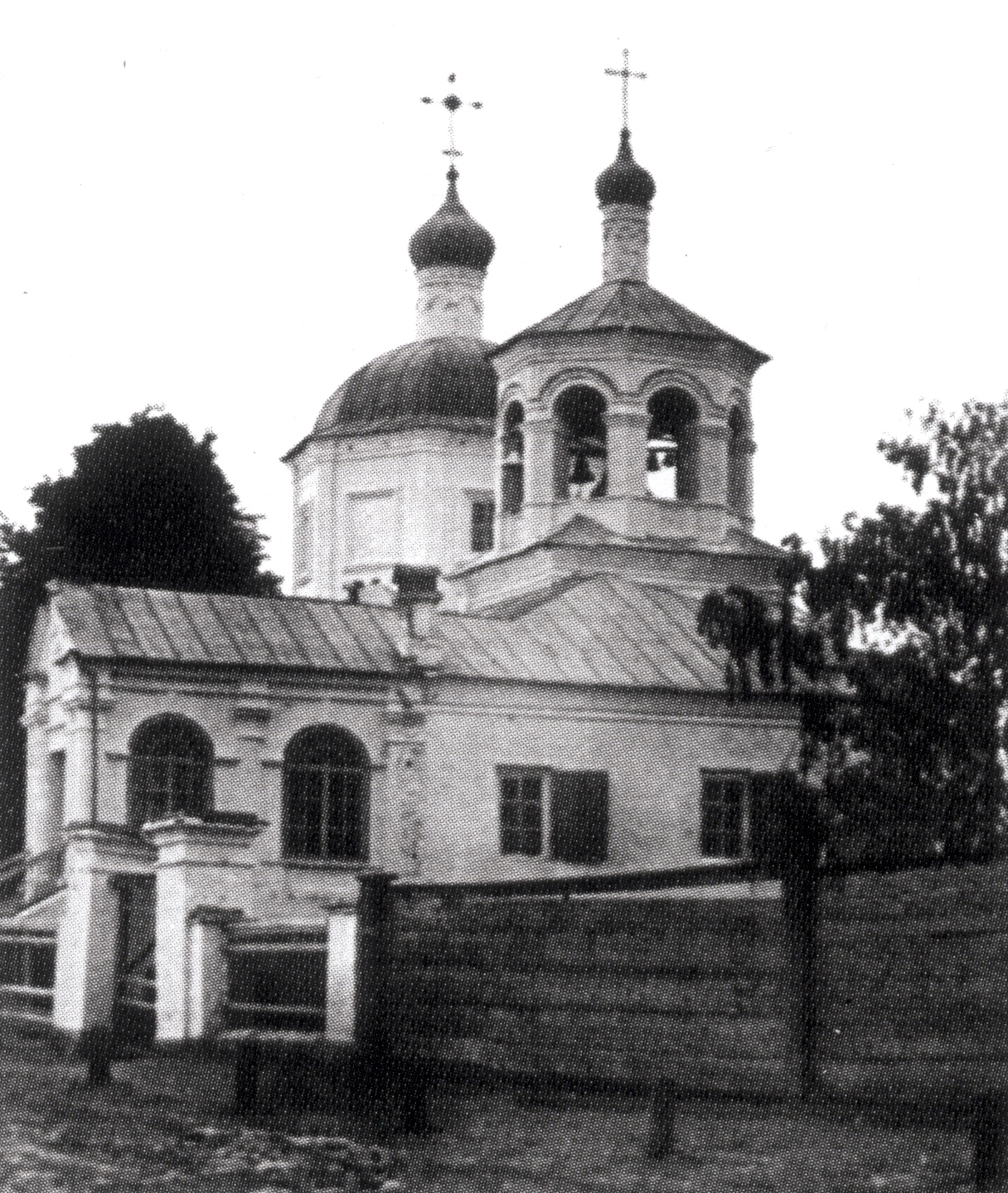
Евдокиинская церковь (1878 год)

Церковь Святой Преподобной Великомученицы Евдокии построена в 1734 году, как считается, на средства Евдокии Ивановны Микляевой (Михляевой) — вдовы купца Ивана Афанасьевича Микляева (Михляева), хотя документальных подтверждений этому не обнаружено. На месте, где сейчас находится храм ранее 1706 г. существовала деревянная церковь в честь святой Евдокии.
Главный престол был освящён во имя Нерукотворного Образа Спаса, но храм называется по приделу — во имя Святой Преподобной Великомученицы Евдокии Илиопольской.
Приход Евдокиинской церкви был заселён небогатыми горожанами и считался одним из самых бедных в Казани.
В 1895 году церковь была расширена, с северо-запада пристроено крыльцо с шатровой часовней.
Церковь была закрыта в 1932 году, после чего использовалась для различных хозяйственных целей.
Во второй половине 1990-х годов храм был возвращён верующим, в нём возобновились богослужения. После возвращения в храме были проведены ремонтно-восстановительные работы и установлены новые иконостасы.

## Архитектура, роспись
Церковь Святой Преподобной Великомученицы Евдокии представляет собой интересный образец бесстолпного трёхчастного одноапсидного храма (восьмерик на четверике), в стиле провинциального барокко. Здание возведено из кирпича, стены оштукатурены. Композиция церкви отличается компактностью и цельностью.
К невысокому четверику примыкают пониженные постройки: короткий закруглённый алтарь и прямоугольная трапезная, к которой пристроена трёхъярусная колокольня.
Северный придел является более поздним пристроем. Широкий световой восьмерик увенчан купольной крышей, с цилиндрическим барабаном, украшенным аркатурой, который завершается маленькой луковичной главкой.
Скромное внешнее убранство фасадов состоит из типично барочного украшения оконных проёмов — четверика, трапезной и колокольни (плоские пилястры с полуколонками, поддерживающими фигурные фронтончики). Оконные проёмы восьмерика обработаны по периметру наличниками несложного профиля. Архитектурная композиция колокольни своими формами и декоративным украшением повторяет элементы основного храма, но вместо купольной имеет шатровую крышу.
В интерьере доминирует основное помещение храма со ступенчатыми тромпами при переходе к восьмерику и сомкнутым восьмилотковым сводом.

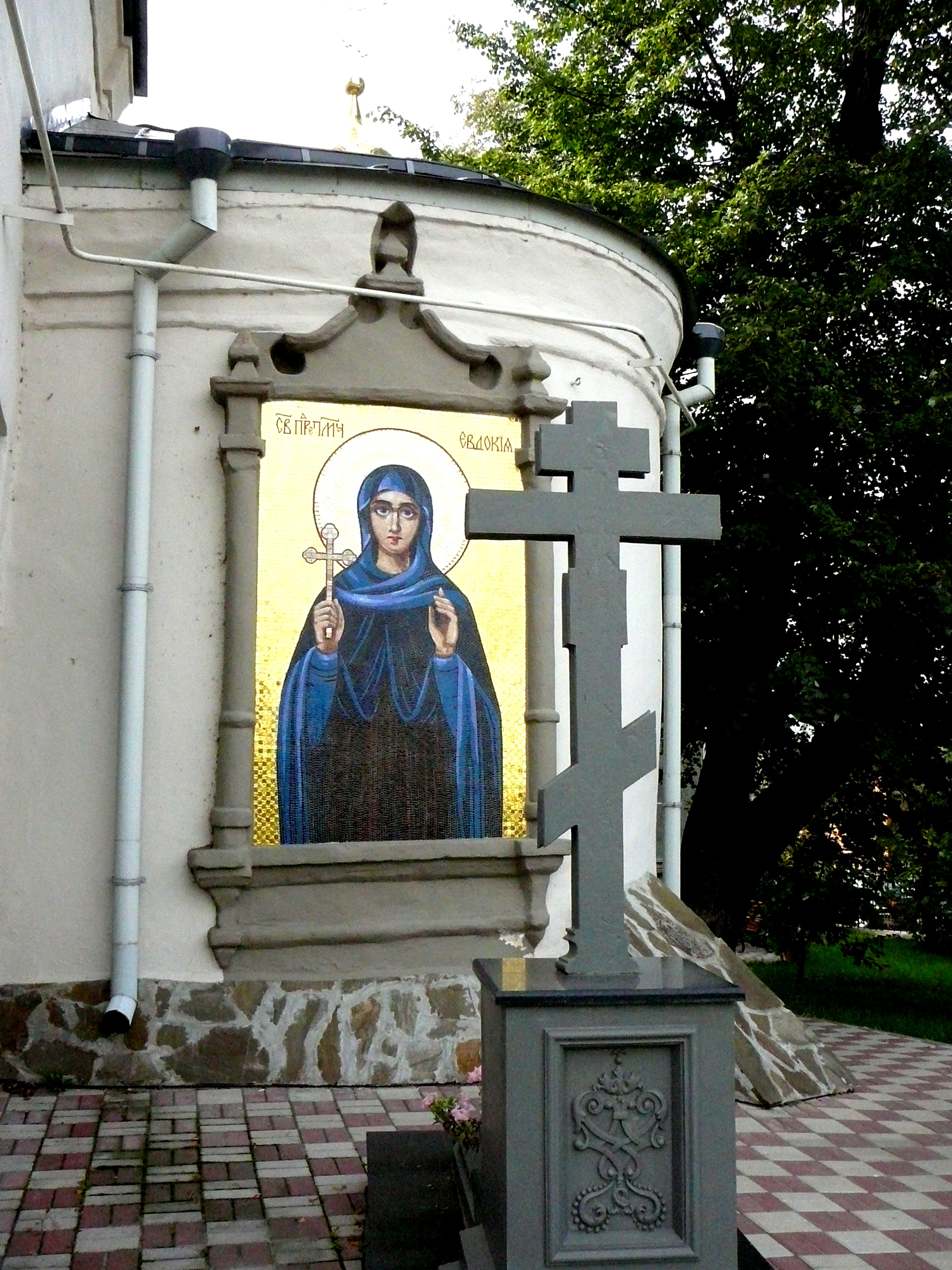
Мозаичная икона преподобной преподобной великомученицы Евдокии
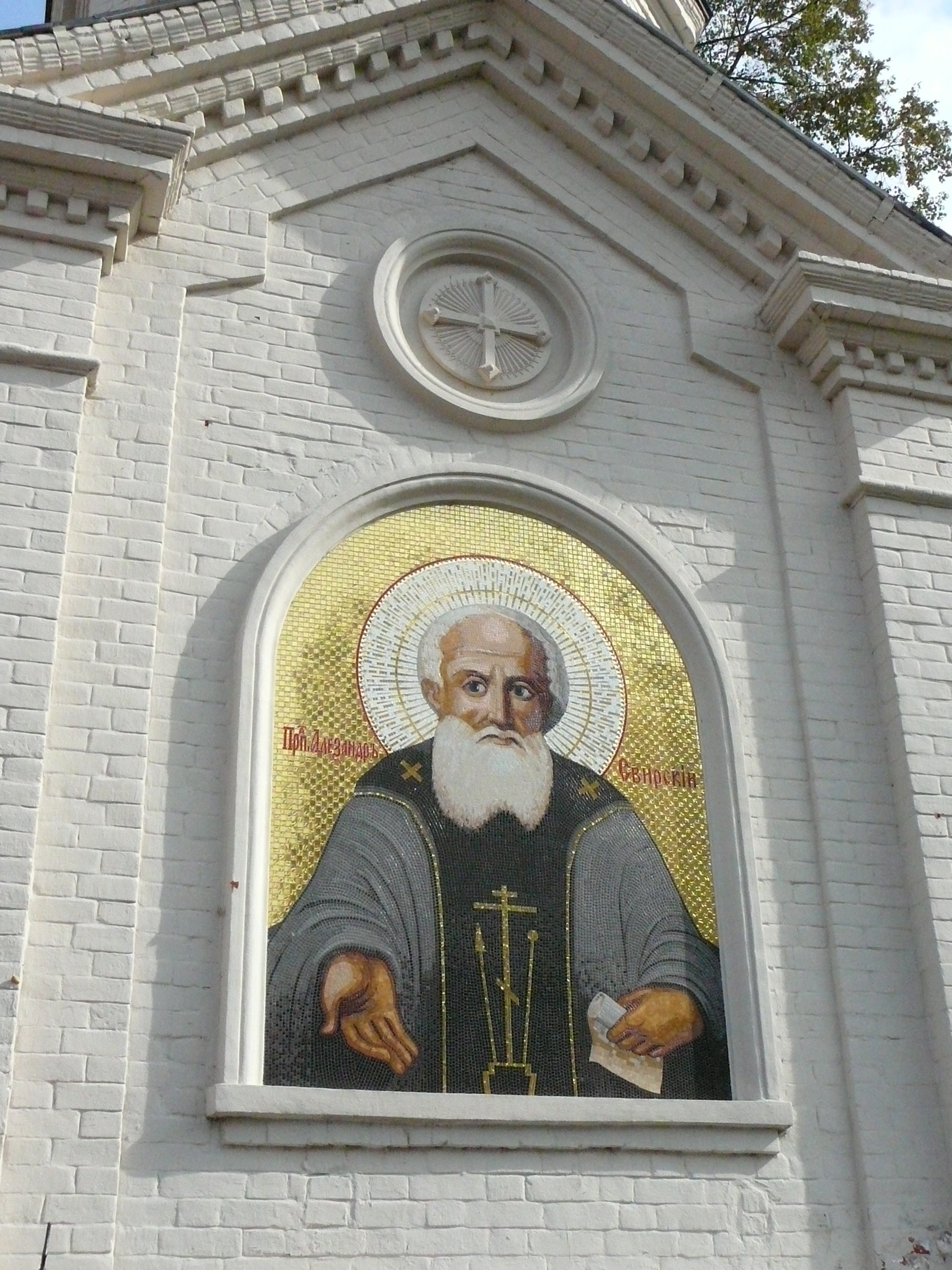
Мозаичная икона преподобного Александра Свирского
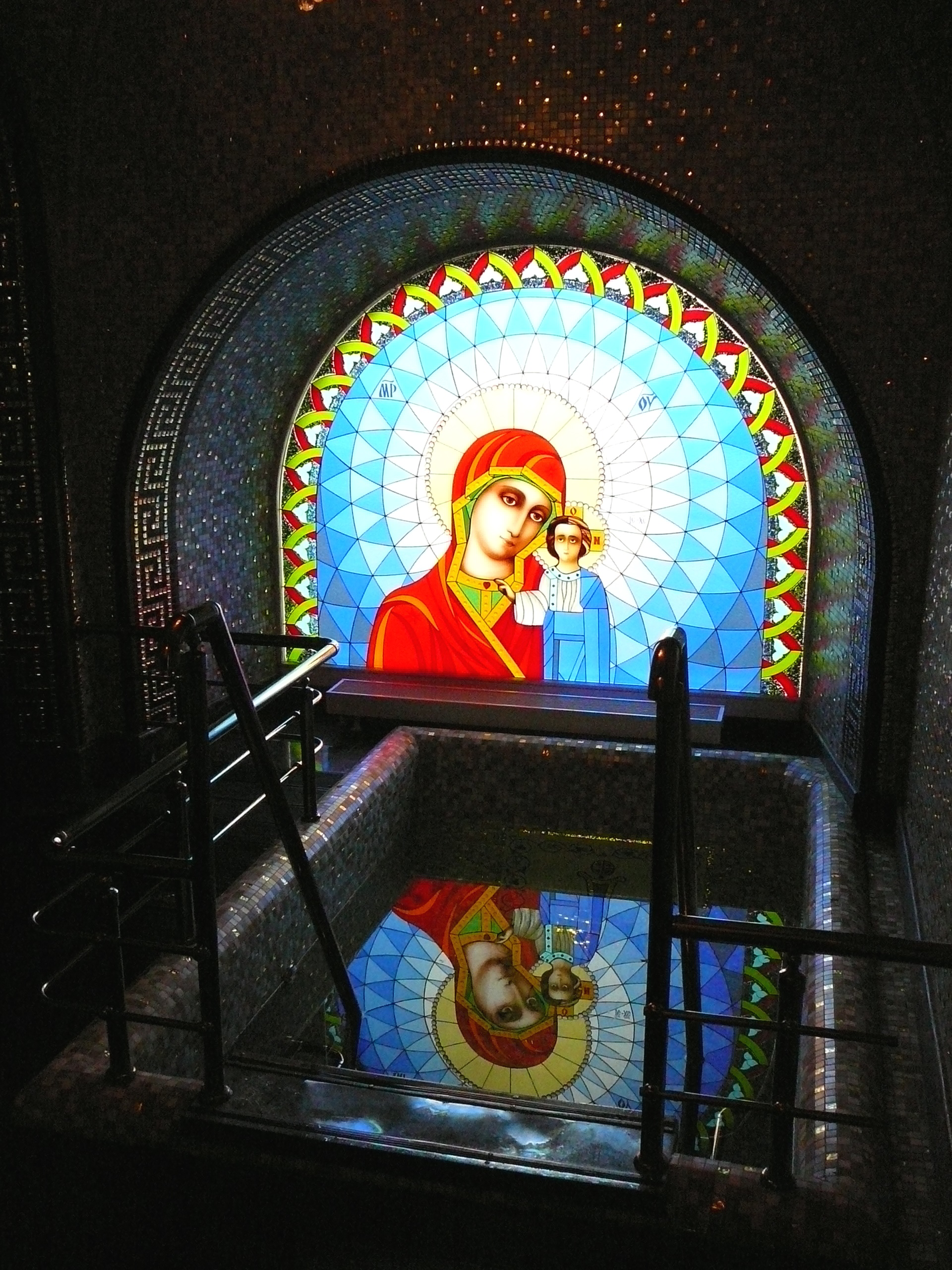
Купель
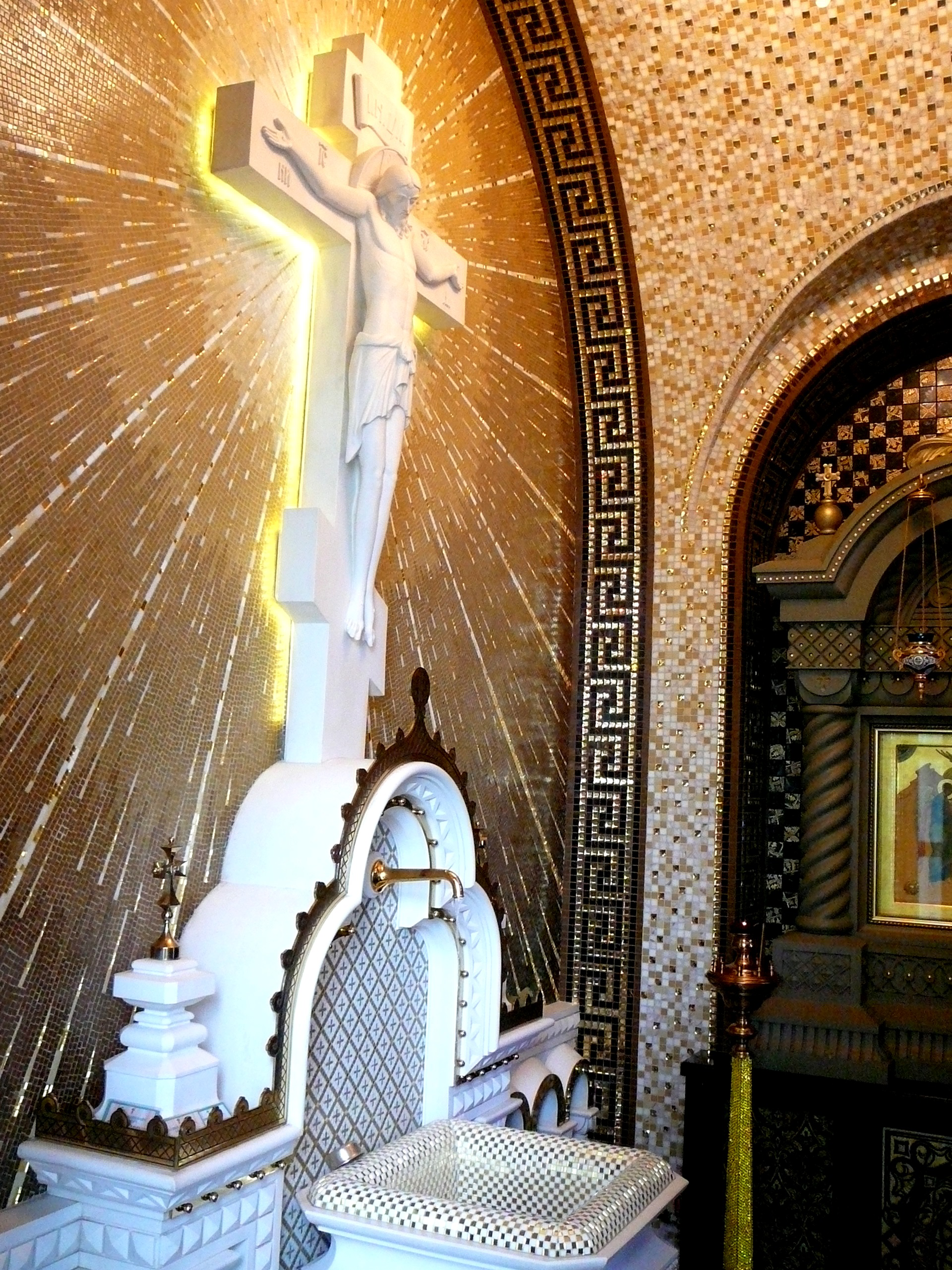
Распятие в крестильне

## Святыни
Основными святынями храма являются чтимые храмовые иконы Пресвятой Богородицы «Казанская» и «Владимирская».

## Околохрамовое пространство

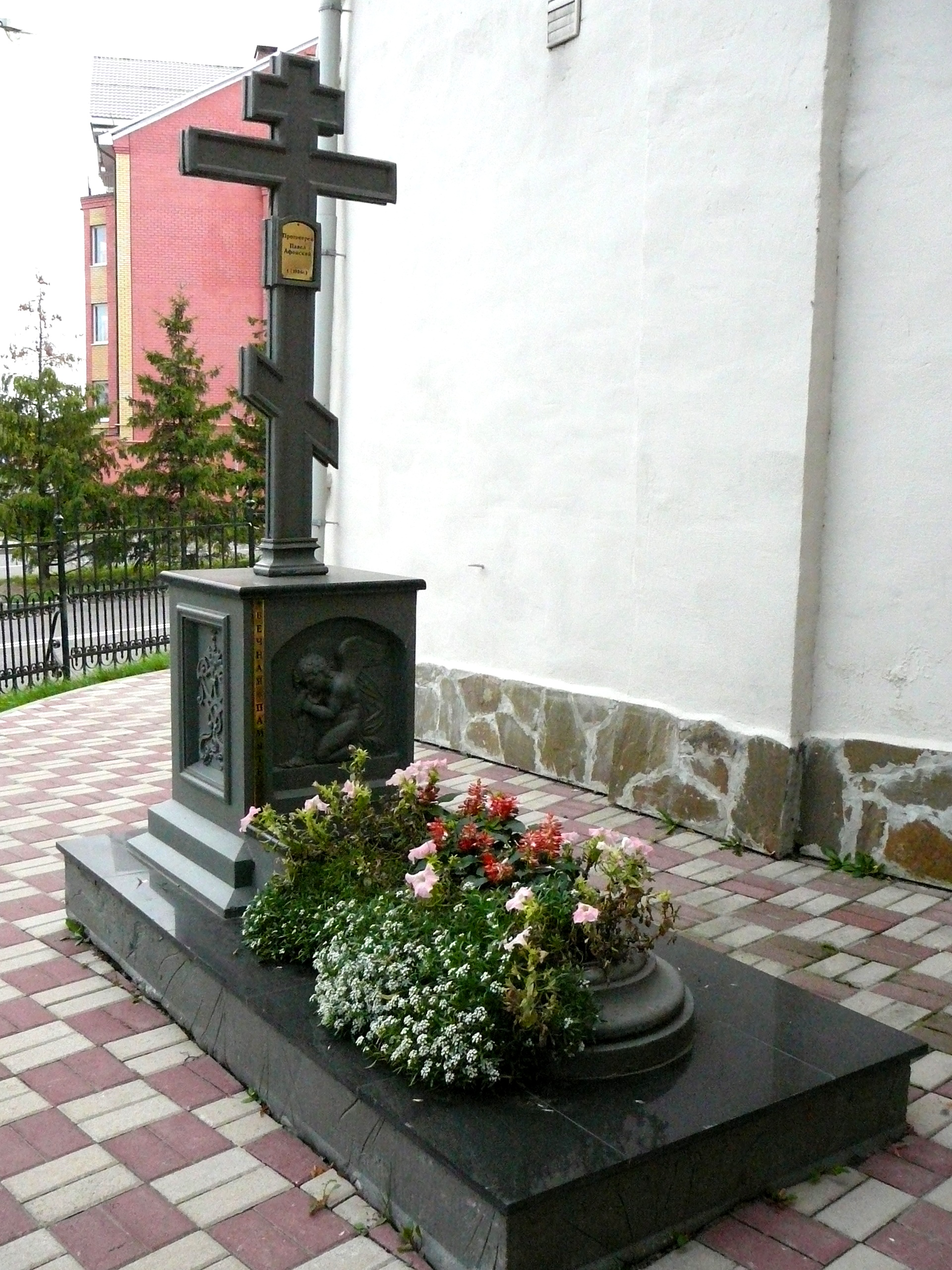
Могила протоиерея Павла Афонского
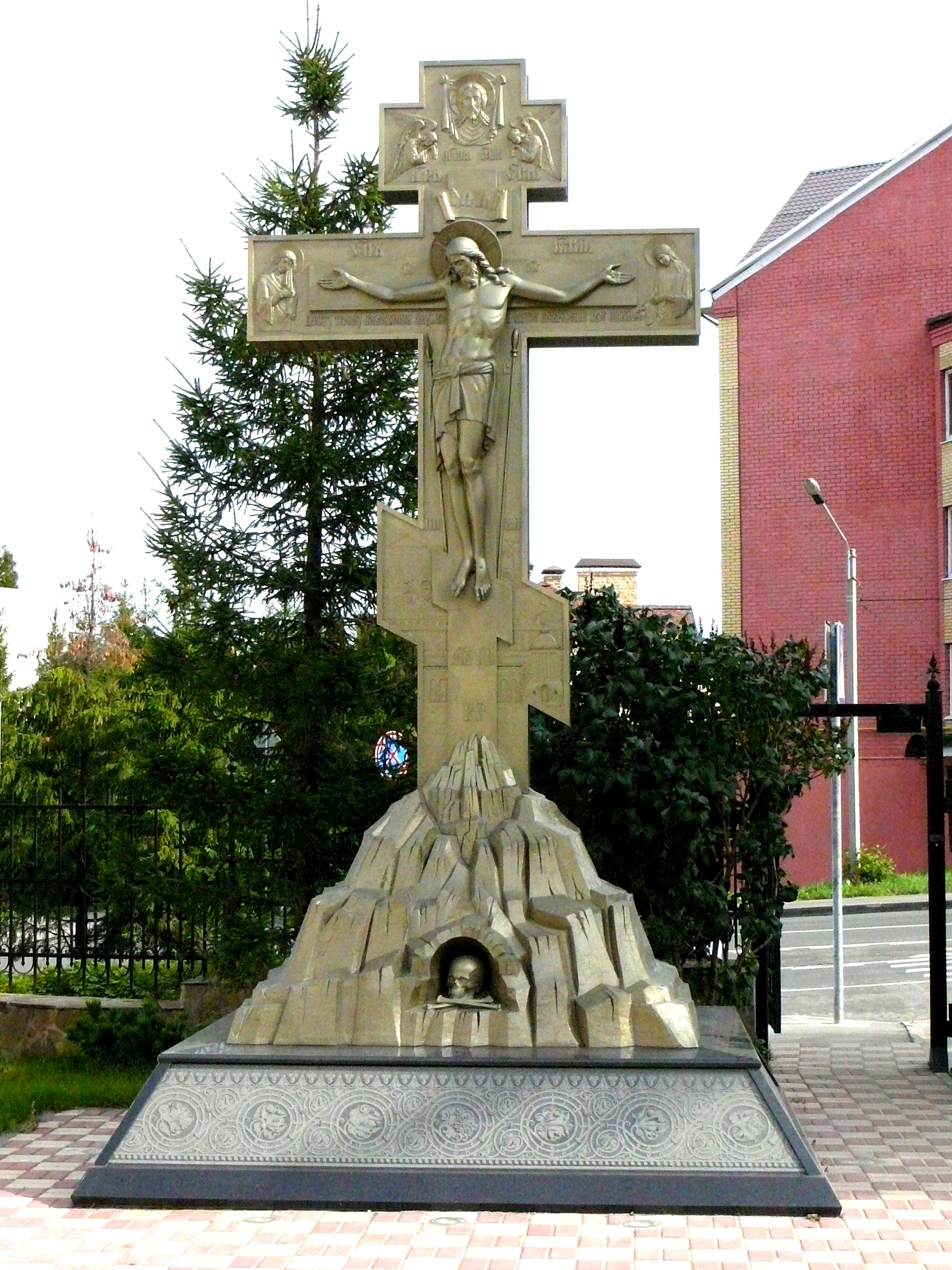
Голгофский крест
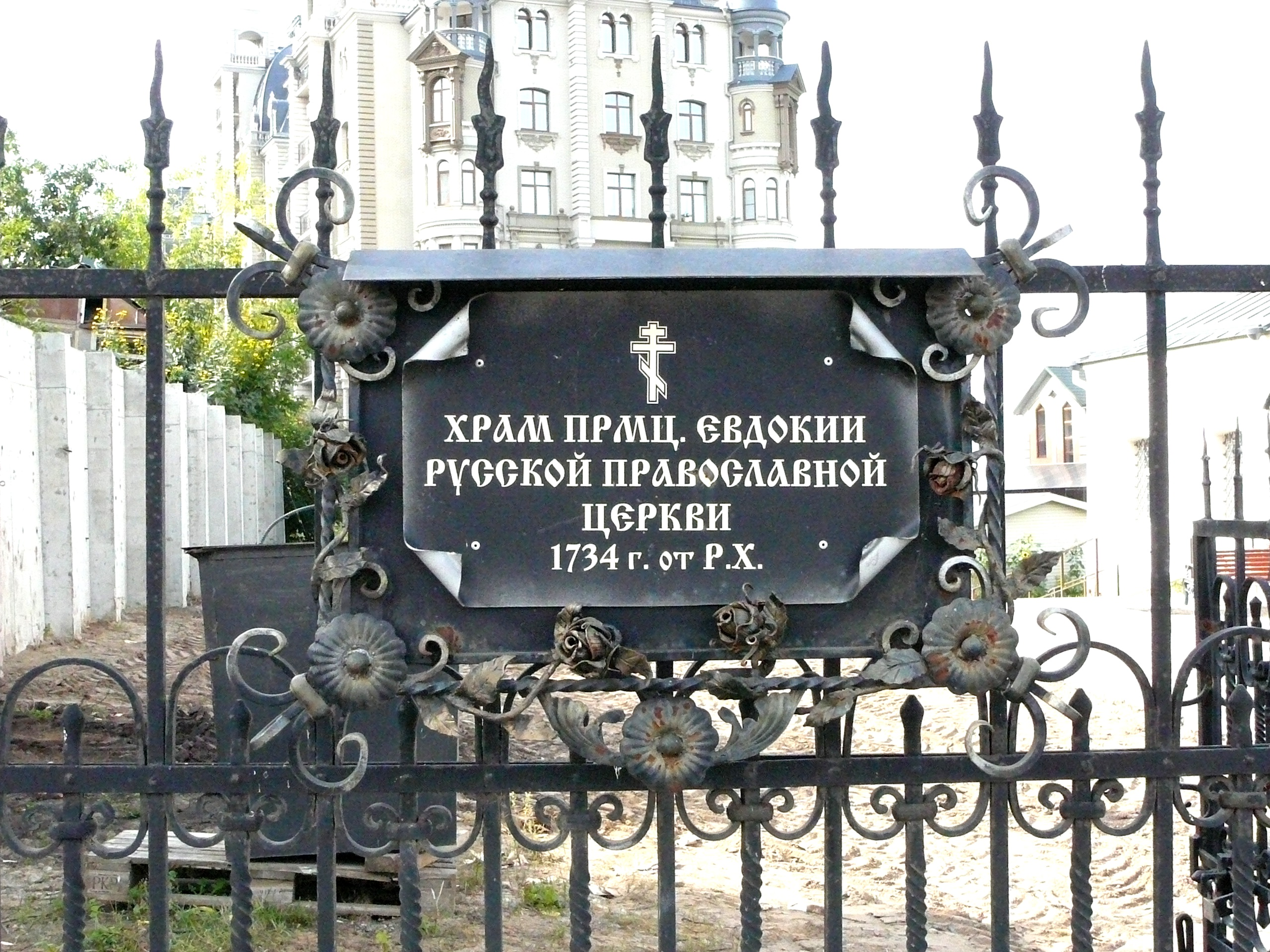
Фрагмент ограды с табличкой
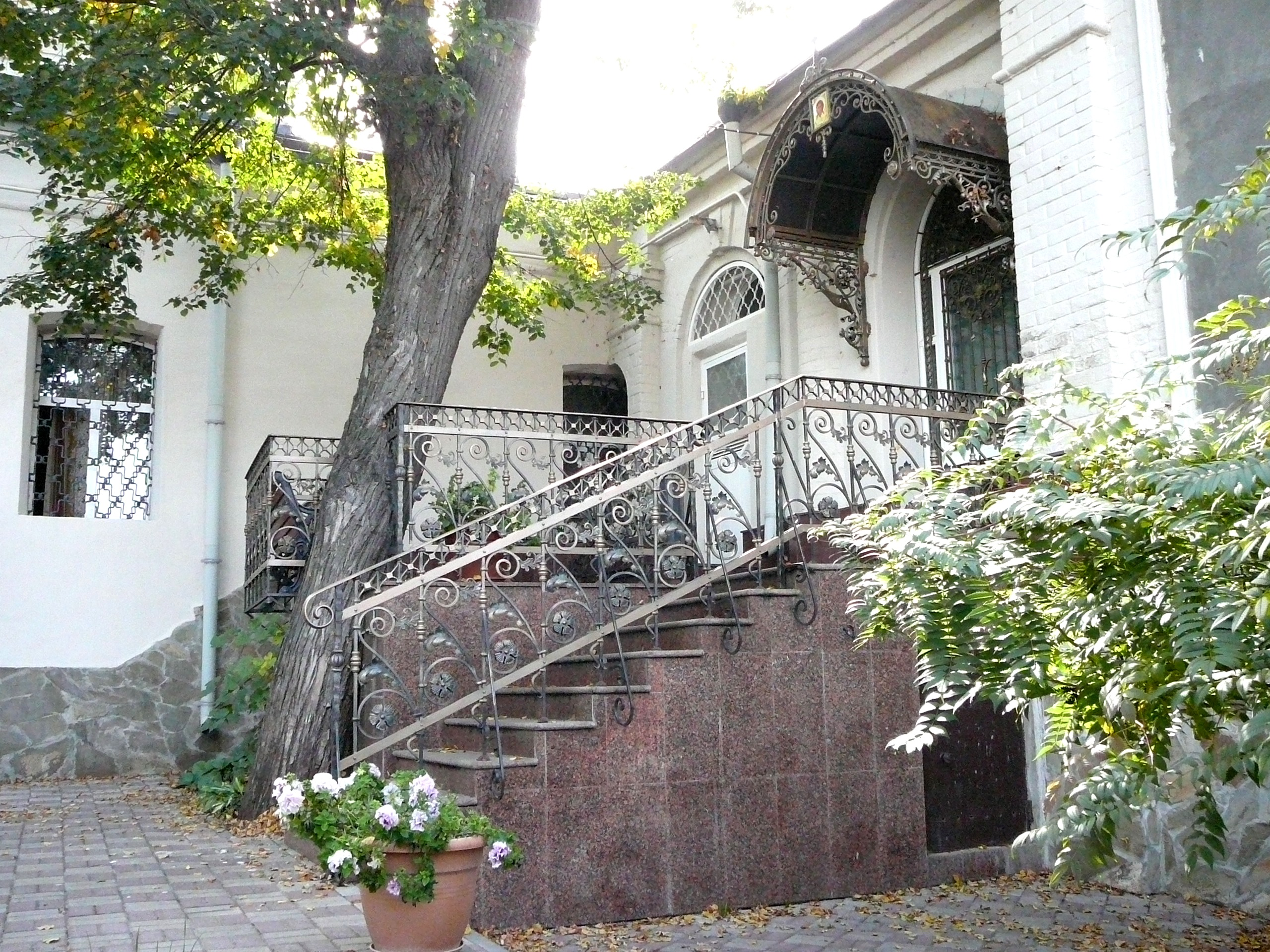
Вход в крестильню

## Прочие сведения
29 ноября 1881 года в Евдокиинской церкви был крещён сын резчика иконостасов Николай Фешин, ставший впоследствии известным художником.

## Духовенство
Священниками прихода назначались, как правило, духовные лица со средним образованием, много лет до этого проработавшие в сельских приходах.
В 1860—1876 годах настоятелем храма был протоиерей Пётр Малов, в 1876—1888 годах — Иван Александров (1836 — ?), в 1888—1906 годах — Константин Ильинский (1838 — ?).
Последним настоятелем храма с 1928 года до его закрытия в 1932 году являлся протоиерей Борис Филипповский (1885—1934). Его могила находится за храмом Ярославских Чудотворцев на Арском кладбище г. Казани.

## Медиаресурсы
- Сайт «Церковь Святой Евдокии в городе Казани»
- Группа «ВКонтакте» «Храм Евдокии (Спасский приход) г. Казань»